# Булза (Тимиш)
Булза (рум. Bulza) насеље је у Румунији у округу Тимиш у општини Марђина. Oпштина се налази на надморској висини од 264 m.

## Прошлост
Аустријски царски ревизор Ерлер је 1774. године констатовао да место припада Каполнашком округу, Липовског дистрикта. Становништво је било претежно влашко.
Када је 1797. године пописан православни клир ту је само један свештеник. Парох поп Теодор Поповић (рукоп. 1787) служио се само румунским језиком.

## Становништво
Према подацима из 2002. године у насељу је живело 34 становника, од којих су сви румунске националности.